# John Gambino

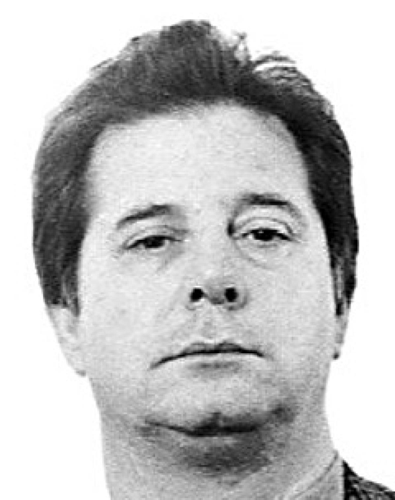
Giovanni „John“ Gambino (Mugshot)

Giovanni „John“ Gambino (* 22. August 1940 in Palermo, Sizilien; † 16. November 2017 in Staten Island, New York) war ein sizilianisch-amerikanischer Mafioso und ein ranghoher Caporegime für die Cherry Hill Gambinos der New Yorker Gambino-Familie von der amerikanischen Cosa Nostra. Ebenso war er Angehöriger des Inzerillo-Gambino-Spatola-Netzwerks, dem auch Mitglieder der originären sizilianischen Cosa Nostra angehörten.

## Leben

### Transatlantischer Mafia-Clan
Giovanni Gambino, der seinen Vornamen später amerikanisierte, wurde am 22. August 1940 in einem Stadtteil Palermos namens Passo di Rigano geboren und reiste mit seiner Familie im Jahr 1964 als illegaler Einwanderer in New York ein.
Die Gambino-Brüder John, Rosario „Sal“ und Giuseppe „Joseph“ hatten enge Verbindungen zum sizilianischen Inzerillo Mafia Clan, angeführt von Salvatore Inzerillo, da dieser ebenso aus Passo di Rigano stammte. Gemeinsam bildeten sie den transatlantischen Inzerillo-Gambino Clan, mit Sitz in Palermo und New York.
Obwohl die Brüder entfernte Verwandte von Carlo Gambino, dem Oberhaupt der Gambino-Familie, waren, schuldeten sie ihm keine Treue. Sie waren bereits „gemachte Männer“ der originären Mafia aus Sizilien – der Cosa Nostra. Im Jahr 1975 wurden die Brüder durch den amtierenden Boss Paul Castellano in die Familie aufgenommen und John Gambino wurde zum Capo ernannt.
Sie gründeten die sogenannten Cherry Hill Gambinos – eine New-Jersey-Fraktion der Gambino-Familie mit Sitz in Cherry Hill, einem Stadtteil New Jerseys. Die Gambino-Brüder leiteten von dort aus auch das „Cafe Valentino“ (später in „Cafe Giardino“ umbenannt) in der 18th Avenue in Bensonhurst (Brooklyn).

### Heroinhandel
Trotz Carlo Gambinos Familienpolitik, nicht mit Drogen zu handeln, waren die Gambino-Brüder von Brooklyn aus stark in den internationalen Heroinhandel involviert, und John Gambino war dabei der Knotenpunkt eines Syndikats von Heroinhändlern. Sie hatten eine Kette von Restaurants namens  „Father and Son Pizza“, worüber sie ihre Drogenlieferungen verteilten. Salvatore Inzerillo war der Hauptgesprächspartner der Gambino-Brüder und eine zentrale Persönlichkeit in Sizilien mit myriaden Interessen und guten Kapitalanlagen. Inzerillo koordinierte den großen Heroinhandel der sogenannten Pizza Connection von Sizilien in die USA, während die Gambino-Brüder die Operationen überwachten.
Der Inzerillo-Clan jedoch wurde während des sogenannten zweiten großen Mafiakrieges in Sizilien von dem Corleoneser Mafia-Clan, angeführt von dem berüchtigten Salvatore „Totò“ Riina, an den Rand der totalen Vernichtung getrieben, und im Mai des Jahres 1981 wurde auch Salvatore Inzerillo dabei ermordet. Mit dem Eingreifen der Cherry Hill Gambinos wurde ein Abkommen ausgearbeitet, welches den überlebenden Inzerillos erlaubte, Zuflucht in den USA zu finden – mit der Vereinbarung, dass keiner von ihnen oder deren Nachkommen jemals nach Sizilien zurückkehren dürfe. Diese Geschehnisse wurden in der vierten Episode der 6-teiligen Serie Der Boss der Bosse verfilmt. Die meisten der übrigen Inzerillos gingen nach New York und schlossen sich dort der Gambino-Familie an. Man nannte sie „gli scappati“ (die Flüchtigen).
Der Untersuchungsrichter Giovanni Falcone schätzte, nach einem Fall, dem er im Jahr 1980 zugewiesen wurde, dass das Inzerillo-Gambino-Spatola-Netzwerk bis Ende der 1970er Jahre Heroin im Wert von 600 Millionen US-Dollar pro Jahr umsetzte. Ein großer Teil dieses Geldes wurde in legale Aktivitäten in Italien investiert.
Im Jahr 1980 wurde John Gambino im Zusammenhang mit dem großangelegten Drogenring, an dem er stark beteiligt gewesen war, zu sechseinhalb Jahren Gefängnis verurteilt.
Gambino blieb jedoch in Freiheit, da die USA den italienischen Bedingungen der Auslieferung nicht zustimmte.
John und sein jüngerer Bruder Joseph Gambino wurden 1984 in einem weiteren Drogen-Fall freigesprochen, Rosario Gambino hingegen wurde zu 45 Jahren Gefängnis verurteilt und starb bereits 1994 eines natürlichen Todes.
Am 1. Dezember 1988 knackten die italienischen und die US-Strafverfolgungsbehörden schließlich das Gambino-Inzerillo-Netzwerk. Es wurden rund 200 Anklagen wegen Drogenhandels in Italien und den USA erhoben. Auch John Gambino befand sich unter den Angeklagten; jedoch hatte das FBI nicht genügend Beweise, um ihn dingfest machen zu können. Vor Gericht beschrieb man ihn als den Anführer der in Brooklyn operierenden sizilianischen Fraktion der Gambino-Familie.

### Flucht und Verurteilung
John und sein Bruder Joseph wurden 1992 verhaftet, da man sie und sechs weitere Mobster wegen Drogenhandel, Erpressung und Verschwörung zum Mord anklagte. Gegen eine Kaution in Höhe von 5 Millionen US-Dollar wurden die Brüder am 1. September 1992 wieder aus dem Arrest entlassen und flohen aus New York, nachdem die Behörden die elektronischen Überwachungsgeräte von ihren Beinen entfernt hatten. Am 17. September 1992 wurden sie in einer abgelegenen Motelsuite in Fort Lauderdale (Florida) verhaftet und nach Manhattan gebracht, wo sie auf ihren Prozess warteten.
Im Februar 1993 begann die Verhandlung gegen John und Joseph Gambino sowie ihre Mitarbeiter Lorenzo Mannino und Matteo Romano. Die Strafverfolgung schilderte sie als Hauptverteiler von Heroin, welches von der sizilianischen Cosa Nostra von Italien und Südamerika nach Miami und New York geschmuggelt wurde. Die Verteidigung gab an, dass die Drogen- und Mord-Vorwürfe nur auf den unbestätigten Aussagen von Francesco Marino Mannoia und Sammy Gravano beruhen. Der Prozess endete im Juni 1993, da die Jury nicht in der Lage war, zu einem Urteil zu gelangen.
Mannoia wurde in das Zeugenschutzprogramm in den Vereinigten Staaten aufgenommen, da Italien damals kein solches Programm hatte und er bezeugte, dass er sich persönlich mit John Gambino getroffen hatte, der die Qualität des Heroins prüfen wollte, welches Mannoia in Palermo verarbeitet hatte. Seine Aussage veranlasste die Gambinos schließlich, sich in einer Vereinbarung mit der Strafverfolgung, wegen Drogenhandels und anderer geringfügiger Verbrechen von 1975 bis 1992, für schuldig zu bekennen, und sie wurden zu 15 Jahren Haft verurteilt.

### Entlassung
Während seiner Inhaftierung überlebte John Gambino einen Schlaganfall, mehrere Herzinfarkte und eine Operation am offenen Herzen. Im Oktober 2005 wurde er nach 13 Jahren Haft, im Rollstuhl sitzend,  freigelassen, wurde aber später wieder verhaftet, um sich einem Auslieferungsantrag von Italien zu stellen. Im September 2006 entschied ein Richter zu Gambinos Gunsten und er konnte in den Vereinigten Staaten bleiben.
In den Jahren 2005 bis 2008 nahmen Bundesbehörden die Gambino-Führungsriege ins Visier und observierten mehrere Capos und viele Soldaten. Die Behörden kamen zu dem Ergebnis, dass die Familie von einem Drei-Mann-Gremium, bestehend aus Daniel „Danny“ Marino, John Gambino und Bartolomeo Vernace, geleitet wird, während Führungspersonen wie Peter Gotti und Arnold Squitieri im Gefängnis saßen.
Noch im Jahr 2015 berichteten Medien über John Gambino, der zu jener Zeit noch immer als hochrangiges Mitglied der Familie unter der Führung seines Neffen Francesco „Frank“ Calì gedient haben soll.
Giovanni „John“ Gambino starb am 16. November 2017 im Alter von 77 Jahren in seinem Haus in Staten Island. Sein Tod wurde durch das Ableben des einstigen Cosa-Nostra-Bosses Salvatore „Totò“ Riina, der einen Tag nach John Gambino starb, quasi in den Schatten gestellt und blieb von den Medien großteils unbemerkt.

## Filme und Dokumentationen
- 2007: Der Boss der Bosse (OT: Il capo dei capi): 6-teilige Serie über die Cosa Nostra, in der John Gambino am Ende der vierten Episode nach Sizilien reist, um den dortigen zweiten großen Mafiakrieg zu beenden.